# Sexy Beast
Sexy Beast – brytyjsko-hiszpański film gangsterski z 2000 roku w reżyserii Jonathana Glazera, będący jego pełnometrażowym debiutem. Zdjęcia kręcono w Londynie oraz w Agua Amarga (prowincja Almería).

## Obsada
- Ray Winstone – Gary „Gal” Dove
- Ben Kingsley – Don „Malky” Logan
- Ian McShane – Teddy Bass
- Amanda Redman – Deedee
- Cavan Kendall – Aitch
- Julianne White – Jackie
- James Fox – Harry

## Nagrody i wyróżnienia
Oscary za rok 2001
- Ben Kingsley – najlepszy aktor drugoplanowy (nominacja)

Złote Globy 2001
- Ben Kingsley – najlepszy aktor drugoplanowy (nominacja)

Nagrody BAFTA 2000
- Nagroda im. Alexandra Kordy dla najlepszego brytyjskiego filmu (nominacja)

Europejskie Nagrody Filmowe 2002
- Najlepszy aktor – Ben Kingsley
- Nagroda publiczności – Najlepszy aktor – Ray Winstone (nominacja)

Nagroda Satelita 2002
- Najlepszy aktor dugoplanowy w dramacie – Ben Kingsley
- Najlepszy dramat (nominacja)
- Najlepsza reżyseria – Jonathan Glazer (nominacja)
- Najlepszy scenariusz oryginalny – Louis Mellis, David Scinto (nominacja)